# Liste des gares de la wilaya de Relizane
La liste des gares de la wilaya de Relizane est une liste des gares ferroviaires situées dans la wilaya de Relizane, en Algérie.

## Gares ferroviaires dans la wilaya
La wilaya de Relizane compte quatre gares. Elles sont exploitées par la Société nationale des transports ferroviaires (SNTF).
| Gare                   | Commune        | Lignes       |
| ---------------------- | -------------- | ------------ |
| Gare de Oued El Djemaa | Oued El Djemaa | Alger à Oran |
| Gare de Oued Rhiou     | Oued Rhiou     | Alger à Oran |
| Gare de Relizane       | Relizane       | Alger à Oran |
| Gare de Yellel         | Yellel         | Alger à Oran |

| \| Oued El Djemaa Oued Rhiou Relizane Yellel \| Localisation des gares de la wilaya de Relizane |
| Oued El Djemaa Oued Rhiou Relizane Yellel                                                       |

## Lignes ferroviaires dans la wilaya
La wilaya est traversée par une ligne : la ligne d'Alger à Oran.